# 航行角
航行角或稱爬升角（flight path angle、angle of climb）是一個航空名詞。它的意義為航空器對地面的爬升率。

## 推導
如將真實空速（{\displaystyle {{V}_{T}}}）映射到地面上，
{\displaystyle \left[{\begin{matrix}*\\*\\-{{V}_{T}}\sin \gamma \\\end{matrix}}\right]=B_{\psi }^{T}B_{\theta }^{T}B_{\phi }^{T}{{S}^{T}}\left[{\begin{matrix}{{V}_{T}}\\0\\0\\\end{matrix}}\right]}，
其中的{\displaystyle {{S}^{T}}}為將真實空速轉到機軸（航空器的xyz軸）的旋轉矩陣，為攻角（α）與側滑角（β）的函數。{\displaystyle {{B}_{\phi }}}、{\displaystyle {{B}_{\theta }}}、{\displaystyle {{B}_{\psi }}}為以歐拉角將地面分量轉到機軸的旋轉矩陣。

如將方程式展開，可得：
{\displaystyle \sin \gamma =\cos \alpha \cos \beta \sin \theta -\left(\sin \phi \sin \beta +\cos \phi \sin \alpha \cos \beta \right)\cos \theta }

上述式中，如{\displaystyle \beta }與{\displaystyle \phi }都為0的話，那麼方程式可簡化為
{\displaystyle \gamma =\theta -\alpha }。

由前面的算式可知，如果能將航空器的橫向與縱向分開計算的話，那麼航空器的爬升率的角度為俯仰角與攻角的差。